# ヴィッカース重機関銃
ヴィッカース重機関銃（ヴィッカースじゅうきかんじゅう、英：Vickers machine gun または Vickers gun）は、第一次世界大戦と第二次世界大戦の両大戦を通じて運用されたイギリス軍の制式重機関銃である。

## 概要
この機関銃は、メトロポリタン＝ヴィッカース社製の水冷式重機関銃であり、弾薬はイギリス軍の制式小銃であったリー・エンフィールド小銃と同じ.303ブリティッシュ弾（7.7mm×56R）を250連発の布製リンクに装着して使用する。この弾薬は薬莢のリムが大きくせり出した起縁式であり、布製リンクの前方へ直接押し出すことができない。そのため、いったん後方へ引き抜かれ、リンクの下をくぐるようにして薬室へ送り込まれる。
この機関銃は大変頑丈で信頼性が高く、戦場においては10挺のヴィッカース重機関銃が12時間連射し続けて、10挺合計で百万発の銃弾を発射し100本の銃身が磨耗して交換を余儀なくされたが、本体が排莢不良や装弾不良などのトラブルに陥ったことは一度もないほどであった。
重量はどの型かによって前後するものの、一般的には機関銃本体が11 - 13キログラム、三脚が18 - 23キログラム、布製リンクに装着された250発の弾薬が入った弾薬箱が1個当たり10キログラムである。
銃身は水冷式で、4.3リットルの冷却水が銃身周りのウォータージャケットに入り、射撃によって熱を持った銃身を冷却する。ウォータージャケットにはゴム製と思われるパイプが付属しており、これがウォータージャケットから放出された水蒸気を水に戻す復水器に繋がっている。この機器は水を手に入れにくい野戦、特に第二次大戦の北アフリカ戦線に代表される砂漠戦では特に重要であった。復水器を使わなくても射撃は可能で、その際に発生した水蒸気は大気中に放出された。
運用は1挺につき6 - 8人のチームで行い、その役割分担は射手と装填手が1名ずつ、残りの4 - 6名は機関銃の携行を補助すると共に予備部品や整備用品、弾薬を携行する。

## 歴史

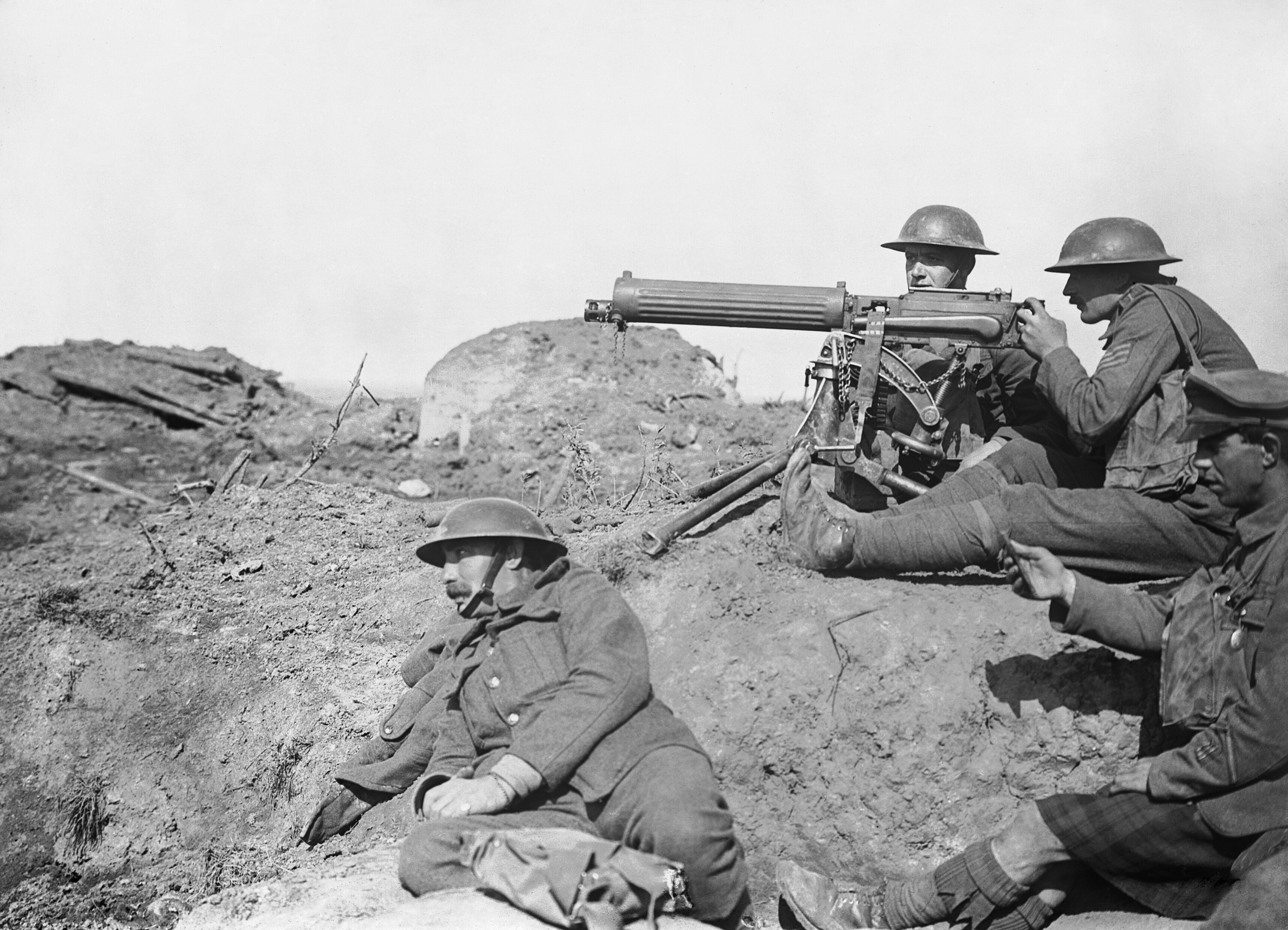
第一次世界大戦で用いられるヴィッカース重機関銃
1917年9月21日、ベルギーのウェスト＝フランデレン州にて行われた「メニンロードリッジの戦い」の際に撮影されたもの

ヴィッカース重機関銃は、1884年にハイラム・マキシムが開発したマキシム機関銃をベースとし、1896年にヴィッカース社がマキシム機関銃を基に重量軽減やマズルブースターの追加などの改良を加えて完成した。
イギリス軍はこの銃を1912年11月26日付けで“ Gun, Machine, Mark I, Vickers, .303-inch”の名称で制式採用し、しばらくはマキシム機関銃と共に運用していたが、第一次世界大戦により、中隊単位で運用され拠点防衛担当のヴィッカース重機関銃は、分隊単位での突撃支援を主な運用法とするルイス軽機関銃と対を成す形で共にイギリス軍の標準機関銃となり、1916年8月までに機関銃軍団の隷下で100個中隊が機関銃中隊として再編制され、1個歩兵大隊若しくは1個騎兵連隊につき1個機関銃中隊が配備された。
第二次世界大戦直前にはヴィッカース重機関銃の更新が試みられ、対抗馬としてチェコスロバキア製の7.92mm口径ZB53重機関銃との比較試験が行われた結果、ZB53は戦車搭載用機関銃として採用され、ヴィッカース社でBESA機関銃としてライセンス生産されたが、ヴィッカース重機関銃も歩兵用の重機関銃として運用が続けられた（同時期にルイス軽機関銃の後継として採用されたブレン軽機関銃もチェコスロバキア製のZB26軽機関銃を基に設計されている）
第二次世界大戦後も朝鮮戦争や第二次中東戦争などで使用されていた（この時期に7.62mm NATO弾仕様への改修を行った可能性がある）ものの、1958年以降にFN MAG汎用機関銃にイギリス軍向けの改修を行ったL7 GPMGへの更新が進められ、アデン保護領（南イエメン）のラドファン地区での蜂起鎮圧を最後に、1968年5月30日付けでイギリス軍から完全に退役した。
ヴィッカース重機関銃は現在でも、インドやパキスタン、ネパールにおいて予備兵器として保管されている。

## 航空機関銃として
ヴィッカース重機関銃は“ヴィッカース .303インチ航空機関銃（Vickers .303 inch aircraft machine gun）”としてソッピース キャメルやスパッドXIIIなどに代表される1916年以降のイギリス及びフランスの戦闘機の標準兵装となった。この機関銃は戦闘機の機首上部にプロペラ同調装置と共に装備され、銃身周りのウォータージャケットは水を入れない空冷式に変更されて冷却用の空気を取り入れるために多数の穴が開けられている。航空機関銃型は遠隔式操作として戦闘機の機体に固定式に装備されるE型(Class E)と、旋回式銃座に装備されて射手が直接操作するF型(Class F)があり、F型は空冷式に改修されたウォータージャケットを取り外してより細身の多孔式空冷ジャケットに変更している。
第二次世界大戦前に戦闘機の機関銃が機首から主翼内部に移され、ヴィッカース重機関銃はより軽量で連射速度の速いブローニング .303 航空機関銃に交替された。
なお、第二次大戦で使用されたイギリスの数種類の爆撃機や攻撃機に搭載された旋回機銃としてヴィッカース K 機関銃がある。ヴィッカース Kは本銃の派生型であると誤解されていることがあるが、駆動方式がガス圧利用であり給弾方式もルイス軽機関銃やDP28軽機関銃と同じ円盤型弾倉（パンマガジン）を利用するなど、全くの別物である。
大日本帝国陸海軍ではヴィッカース航空機関銃をそれぞれ「八九式固定機関銃」（陸軍）「毘式七粍七固定機銃」（海軍）としてライセンス生産し、戦闘機に搭載する固定武装として使用した。なお、両銃は同じヴィッカースE型を導入したものだが、使用弾薬が異なり、弾薬の互換性はない。

## 派生型

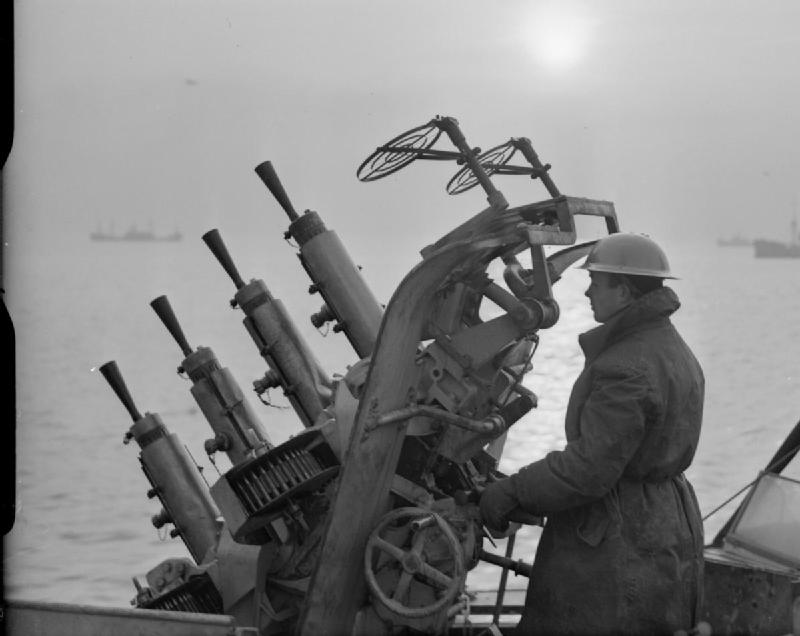
トライバル級駆逐艦 アシャンティ(F51 HMS Ashanti)に搭載された.50"/62ヴィッカース機関銃の4連装対空銃架

ヴィッカース重機関銃の派生型としては、.50"/62ヴィッカース機関銃が挙げられる。
この機関銃はイギリス海軍艦船の対空機関銃として設計された大口径（.50口径）弾薬を使用する機関銃で、一般的には全周囲旋回と+80°~-10°までの仰俯角をとることの出来る銃架に4挺単位で搭載された。1920年代に開発され、タウン級軽巡洋艦、ダイドー級軽巡洋艦、カウンティ級重巡洋艦などに搭載されたが、後日エリコン 20mm機関砲やボフォース 40mm機関砲に換装された。また、陸軍では一部の戦車に搭載された。

## イギリス以外での運用
ヴィッカース重機関銃は、第一次及び第二次世界大戦で使用されていたため、イギリス連邦のみならずナチス・ドイツとオーストリアを除くいろいろな国で歩兵用、車載用、あるいは航空機関銃として、アメリカ合衆国のブローニングM1919重機関銃と同等かそれ以上にそれぞれの国の制式弾薬に合わせて製造され、輸出・供与された。
弾薬の具体的種類としては以下の種類が挙げられる：
- 6.5×52mm（イタリア王国：6.5mm Italian）
- 6.5×50mmSR（大日本帝国：6.5mm Arisaka）
- 6.5×54mmR（オランダ：6.5mm Dutch）
- 7×57mm Mauser（スペイン）
- 7×55mm（スイス：7mm Swiss）
- 7.62×54mmR（ロシア帝国/ソビエト連邦）
- 7.65×54mm Mauser（ベルギー）
- 8×50mmR（フランス：8mm Lebel）
- 7.62×63mm（アメリカ：.30-06 Springfield）
- 7.62×51mm（7.62mm NATO弾）

## エピソード
1916年8月24日に、ヴィッカース重機関銃の堅牢性を証明する作戦がフランス・ソンム県で行われた（ソンムの戦い）。当時、イギリス軍はヴィッカースMk.1を専門的に扱う機関銃軍団が存在した。同軍団が編成していた第100中隊が受領した作戦は、特定の地域に対して12時間にわたって機関銃を撃ち続けるというものだった。これによって敵の通行を阻止し、地歩を確保することが目的であった。そこで第100中隊は制圧地域から約1,400 - 1,800mの範囲に機関銃座を一定間隔で設置した。各銃座には1挺ずつ、合計10挺のヴィッカース重機関銃を配備し、銃座内には多量の冷却水と弾、給弾ベルトも用意した。
射撃が始まると、各銃は1時間に平均8,000 - 9,000発、場合によっては10,000発も発射した。冷却水も弾薬も数が足りなくなるのは自明のことで、中隊員と特別に派遣された兵士はそれらが底をつかないよう、運び続けた。また、銃身も命数に達すると供給・交換された（適切な運用をしたヴィッカース重機関銃の銃身命数は8,500 - 10,000発であり、単純計算で1時間に1本の銃身×10で、12時間に約120本の交換用銃身が必要となった）。
ついに12時間にわたる制圧射撃を終えると、各銃座の隣には大量の空薬莢の山が築かれ、10挺で合計約100万発にも達する303ブリティッシュ弾を発砲したという。しかも、長時間射撃中に重大な故障を起こした銃はなく、各銃とも、まだ十分に射撃できる状態を保っていたという。また、この命令によって指定された地域は完全に確保され続けた。

## 登場作品

### 映画
『CSI:科学捜査班』
第10シーズン「ベガスに死す」に登場。射撃会の会場で登場する。
『戦場にかける橋』
日本陸軍が使用。作中の日本兵は、本機関銃やリー・エンフィールド小銃を装備している。
『遠すぎた橋』
イギリス軍アイルランド近衛連隊が使用している。
『ラストスタンド』
銃器マニアのディンカムの所有する武器コレクションの1つとして登場。作中の台詞では50口径（.50"/62ヴィッカース機関銃）と描写されるが、実際の撮影ではより一般的な.303ブリティッシュ弾タイプが使用された。終盤の戦闘シーンでは、主人公のレイ・オーウェンズ保安官がスクールバスの後部に据え付けて、麻薬王の私兵部隊に使用する。
『ワイルド・ギース』
クライマックスの飛行場における戦闘で、傭兵部隊が使用する。

### テレビドラマ
『あの日、僕らの命はトイレットペーパーよりも軽かった』
カウラ収容所から脱走する日本人捕虜に向けてオーストラリア軍の看守が使用する。

### アニメ・漫画
『AKIRA』
チヨ子が箱型弾倉を付け、手持ちで使用。

### 小説
『傭兵たちの挽歌』

### ゲーム
『コール オブ デューティ3』
SASが使用する。
『戦場のヴァルキュリア』
『バトルフィールドV』
固定機銃として登場